# Munkedal
Munkedal este un oraș în Suedia.

## Demografie
| \| Evoluția demografică a zonei urbane Munkedal, 1970–2015 \| Evoluția demografică a zonei urbane Munkedal, 1970–2015 \| Evoluția demografică a zonei urbane Munkedal, 1970–2015 \| Evoluția demografică a zonei urbane Munkedal, 1970–2015 \| Evoluția demografică a zonei urbane Munkedal, 1970–2015 \| \| --------------------------------------------------------------------------------------- \| ------------------------------------------------------- \| ------------------------------------------------------- \| ------------------------------------------------------- \| ------------------------------------------------------- \| \| An \| \| \| Locuitori \| \| \| 1970 \| 1970 \| \| 3.164 \| 3.164 \| \| 1975 \| 1975 \| \| 3.581 \| 3.581 \| \| 1980 \| 1980 \| \| 3.728 \| 3.728 \| \| 1990 \| 1990 \| \| 3.951 \| 3.951 \| \| 1995 \| 1995 \| \| 3.917 \| 3.917 \| \| 2000 \| 2000 \| \| 3.776 \| 3.776 \| \| 2005 \| 2005 \| \| 3.704 \| 3.704 \| \| 2010 \| 2010 \| \| 3.718 \| 3.718 \| \| 2015 \| 2015 \| \| 3.910 \| 3.910 \| \| Sursa: SCB - Statistika Centralbyrån, Folkmängden per tätort. Vart femte år 1960 - 2016 \| \| \| \| \| |      |  |           |       |
| Evoluția demografică a zonei urbane Munkedal, 1970–2015 |      |  |           |       |
| An |      |  | Locuitori |       |
| 1970 | 1970 |  | 3.164     | 3.164 |
| 1975 | 1975 |  | 3.581     | 3.581 |
| 1980 | 1980 |  | 3.728     | 3.728 |
| 1990 | 1990 |  | 3.951     | 3.951 |
| 1995 | 1995 |  | 3.917     | 3.917 |
| 2000 | 2000 |  | 3.776     | 3.776 |
| 2005 | 2005 |  | 3.704     | 3.704 |
| 2010 | 2010 |  | 3.718     | 3.718 |
| 2015 | 2015 |  | 3.910     | 3.910 |
| Sursa: SCB - Statistika Centralbyrån, Folkmängden per tätort. Vart femte år 1960 - 2016 |      |  |           |       |